# Гаррі Клуґманн
Гаррі Клуґманн (нім. Harry Klugmann, 28 жовтня 1940 — 28 червня 2023) — німецький вершник.
Бронзовий призер Олімпійських Ігор 1972 року в командному триборстві.
Срібний призер Чемпіонату світу з кінного триборства 1978 року в командному триборстві.
Чемпіон Європи з кінного триборства 1973 року в командному триборстві, срібний призер 1977 року в командному триборстві, бронзовий призер 1975 року в командному триборстві.